# 張玠
張玠（1461年—？），字世奇，直隸順天府宛平縣人，民籍，明朝政治人物。

## 生平
順天鄉試第七名舉人，弘治九年（1496年）中式丙辰科會試第二百六十九名，二甲第十五名進士。

## 家族
曾祖張從義；祖父張貴；父張禎，母李氏。具慶下。兄張珹、張㻞，弟張瑾、張瓚。